# Сентервілл (Вірджинія)
Сентервілл (англ. Centreville) — переписна місцевість (CDP) в США, в окрузі Ферфакс штату Вірджинія. Населення — 73 518 осіб (2020).

## Географія
Сентервілл розташований за координатами 38°50′22″ пн. ш. 77°26′18″ зх. д. / 38.83944° пн. ш. 77.43833° зх. д. (38.839416, -77.438437).  За даними Бюро перепису населення США в 2010 році переписна місцевість мала площу 31,19 км², з яких 30,89 км² — суходіл та 0,30 км² — водойми.

## Демографія
Згідно з переписом 2010 року, у переписній місцевості мешкало 71 135 осіб у 24 674 домогосподарствах у складі 18 075 родин. Густота населення становила 2281 особа/км².  Було 25516 помешкань (818/км²).
Расовий склад населення:
| - 57,0 % — білих - 25,7 % — азіатів - 7,5 % — чорних або афроамериканців - 0,3 % — корінних американців - 0,1 % — вихідців з тихоокеанських островів - 5,0 % — осіб інших рас |

До двох чи більше рас належало 4,4 %. Частка іспаномовних становила 13,4 % від усіх жителів.
За віковим діапазоном населення розподілялося таким чином: 26,6 % — особи молодші 18 років, 68,6 % — особи у віці 18—64 років, 4,8 % — особи у віці 65 років та старші. Медіана віку мешканця становила 33,7 року. На 100 осіб жіночої статі у переписній місцевості припадало 97,9 чоловіків;  на 100 жінок у віці від 18 років та старших — 95,3 чоловіків також старших 18 років.
Середній дохід на одне домашнє господарство  становив 126 162 долари США (медіана — 105 278), а середній дохід на одну сім'ю — 137 422 долари (медіана — 115 874). Медіана доходів становила 76 839 доларів для чоловіків та 58 682 долари для жінок. За межею бідності перебувало 5,0 % осіб, у тому числі 5,6 % дітей у віці до 18 років та 6,1 % осіб у віці 65 років та старших.
Цивільне працевлаштоване населення становило 41 652 особи. Основні галузі зайнятості: науковці, спеціалісти, менеджери — 25,4 %, освіта, охорона здоров'я та соціальна допомога — 18,7 %, роздрібна торгівля — 9,6 %, публічна адміністрація — 9,0 %.